# Silvitettix rhachicoryphus
Silvitettix rhachicoryphus is een rechtvleugelig insect uit de familie veldsprinkhanen (Acrididae). De wetenschappelijke naam van deze soort is voor het eerst geldig gepubliceerd in 1971 door Jago.